# 李世杰 (兵部尚书)
李世傑（1716年—1794年），字汉三，一字云岩，清朝贵州黔西人。
李世傑少年时喜骑射拳勇。乾隆九年（1744年），入赀为江苏常熟黄泗浦巡检。知县李永书让他同堂听讼，县人称其恭平。总督尹继善、巡抚庄有恭推荐他，官至金匮主簿。乾隆二十二年（1757年），擢至江苏泰州知州。审结积压讼案，巡抚陈宏谋认为他才能堪胜知府。乾隆二十七年（1762年），擢升为镇江府知府。乾隆三十年（1765年），擢升为安徽宁池太广道。丁父忧，服阕，乾隆三十六年（1761年），授四川盐驿道。不久，擢四川按察使。乾隆用兵金川，在打箭炉督理约咱路军需，屡次解决军中困难事务。阿桂上奏，赐孔雀翎。乾隆四十年（1775年），擢湖北布政使，留军督饷。乾隆四十二年（1777年），金川平定，赴湖北上任。乾隆四十四年（1779年），擢升为广西巡抚。丁母忧。乾隆四十六年（1781年），署理湖南巡抚，服阕，实授。乾隆四十七年（1782年），调任河南巡抚，协助大学士阿桂疏河筑堤。转任四川总督，以休养生息为宗旨，四川经济，渐复旧观。乾隆五十年（1785年），李世傑七十岁，入觐，参加千叟宴。因州县捕金川逃兵不力，夺官留任。乾隆五十一年（1786年），调两江总督。后来再任四川总督，参与平定西藏巴勒布之乱。乾隆五十五年（1790年）三月，入觐，授兵部尚书，赐紫禁城乘肩舆。因江苏句容官吏侵蚀钱粮漕米，乾隆帝命他以原品休致回籍。乾隆五十九年（1794年），七十九岁去世，谥恭勤。著有《家山纪事诗》、《南征草》。

## 外部來源
- 《清史稿》卷三百二十四 列传一百十一